# Botryosphaeria brunneispora
Botryosphaeria brunneispora är en svampart som beskrevs av Joanne E. Taylor, K.D. Hyde & E.B.G. Jones 2003. Botryosphaeria brunneispora ingår i släktet Botryosphaeria och familjen Botryosphaeriaceae.   Inga underarter finns listade i Catalogue of Life.